# Medaglia commemorativa Difensore di Venezia
La medaglia commemorativa "Difensore di Venezia" fu una medaglia concessa dal Governo Provvisorio di Venezia a quanti avessero partecipato alle operazioni di difesa della città di Venezia durante i moti del 1848-1849 contro il governo austriaco.

## Storia e insegne
La medaglia venne istituita dal Governo Provvisorio di Venezia con decreto del 1849 per ricompensare coloro che, giunti un da ogni parte d'Italia, si batterono e si sacrificarono per difendere la libertà della città di Venezia.
- La  medaglia consisteva in un disco d'argento di 32 mm di diametro e riportava sul diritto il Leone di San Marco simbolo di Venezia, circondato dalla scritta "GOVERNO PROVVISORIO". Sotto il leone stavano le date 1848-49. Sul retro si trovava la scritta "DIFENSORE DI VENEZIA" circondata da rami di quercia.
- Il  nastro era rosso bordato d'oro (i colori della Repubblica di Venezia).